# Nelly Kaplan
Nelly Kaplan (Buenos Aires, Argentina, 11 d'abril de 1931 - Ginebra, Suïssa, 12 de novembre de 2020) fou una escriptora i cineasta anarcofeminista francoargentina.
Nascuda en el si d'una família jueva burgesa d'origen rus, el seu pare era bioquímic, i la mare cantant d'òpera, el 1953 Kaplan decideix traslladar-se a París des de la capital argentina amb vint-i-dos anys, i es va introduir en la cinematografia com a assistent i amant de director francès Abel Gance (1889-1981), un dels pioners de cinema mut. Considerada la icona feminista de la Nouvelle Vague es va donar a conèixer amb "La Fiancée du pirate", una cinta que es va convertir ràpidament en una pel·lícula de culte i fou seleccionada per la Mostra de Venècia el 1969. La pel·lícula fou protagonitzada per Bernadette Lafont, una altra musa de la Nouvelle Vague, que es va ficar en el paper d'una jove reprimida que per venjar-se de l'explotació que pateix al seu poble comença a cobrar pels seus favors sexuals.
Compromesa amb la literatura i sobretot la poesia, relacionada amb diversos escriptors, com Philippe Soupault i André Breton, va produir escrits eròtics que van haver d'afrontar la censura. El 1974 va publicar amb pseudònim la seva novel·la Mémoires d'une liseuse de draps. De Kaplan també han transcendit films com "Papa, els petits Bateaux ..." (1971), "Charles et Lucie" (1979) o "Plaisir d'amour" (1991), així com documentals centrats en artistes com Gustave Moreau, Abel Gance, Victor Hugo i Pablo Picasso. Precisament, el seu documental sobre aquest darrer personatge li valgué el 1967 el Lleó d'Or al Festival Internacional de Cinema de Venècia.
Nelly Kaplan havia acompanyat el seu company, actor i productor Claude Makowski a Ginebra, on va morir l'agost de la malaltia de Parkinson. Des d'aleshores residia en una residència d'ancians on va contraure la Covid-19, a conseqüència de la qual va morir el novembre del 2020.